# Rio Magu
Rio Magu är ett vattendrag i Brasilien.   Det ligger i delstaten Maranhão, i den nordöstra delen av landet, 1 600 km norr om huvudstaden Brasília.
Omgivningen kring Rio Magu är huvudsakligen savann. Området är  glesbefolkat, med 19 invånare per kvadratkilometer.